# Boris Wasiljew
Boris Lwowicz Wasiljew (ur. 21 maja 1924 w Smoleńsku, zm. 11 marca 2013 w Moskwie) – rosyjski pisarz, prozaik, dramaturg i scenarzysta filmowy.

## Życiorys
Urodził się w Smoleńsku. Był synem zawodowego oficera carskiej, a następnie czerwonej (Lwa Aleksandrowicza, ur. 1892). Jego matka – Jelena Nikołajewna z d. Alieksiejewa (ur. 1892) pochodziła ze starego szlacheckiego rodu, skoligaconego z rodami Puszkina i Tołstoja. Od dziecka przejawiał zainteresowania humanistyczne. W czasach szkolnych aktywnie uczestniczył w działalności teatrzyku amatorskiego i współredagował szkolną gazetkę. 
Po napaści Niemiec na ZSRR zgłosił się na ochotnika na front i z oddziałem ochotników-komsomolców walczył pod Smoleńskiem. Następnie służył w wojskach powietrznodesantowych (w 8 gwardyjskim pułku powietrznodesantowym i 3 gwardyjskiej dywizji powietrznodesantowej). W marcu 1943 został ciężko ranny podczas wykonywania zadania bojowego. Później w swojej twórczości często sięgał do tematyki wojennej. W 1948 ukończył Wojskową Akademię Wojsk Pancernych i Zmechanizowanych Armii Czerwonej im. I. W. Stalina. Podczas studiów na tej uczelni poznał swoją późniejszą żonę, również studentkę akademii – Zorię Poljak. W latach 1948–1953 służył jako wojskowy inżynier na Uralu. Z armii odszedł w 1954 w stopniu kapitana. Później wspominał, że zdecydował się opuścić wojsko, aby w całości poświęcić się działalności literackiej. W latach 1952–1989 – członek KPZR.
Debiutował w 1954 sztuką Oficerowie. Był autorem wielu sztuk teatralnych, opowiadań, nowel. Szeroką popularność zdobył jednak dopiero w 1969 powieścią Tak tu cicho o zmierzchu. W 1972 została ona sfilmowana, a dosyć udana adaptacja przewyższyła popularnością samą powieść. Wasiljew za scenariusz napisany do tego filmu otrzymał nagrodę państwową. Spektakl teatralny w reżyserii Jurija Lubimowa oparty na wątkach powieści był wystawiany na deskach moskiewskiej Taganki przez kilka następnych lat. Kolejnymi głośnymi powieściami Wasiljewa były: W ewidencji nie figuruje z 1974 i Jutro była wojna z 1984, które również dotyczyły okresu wielkiej wojny ojczyźnianej. W innych swoich powieściach pisarz nawiązywał m.in. do problematyki ekologicznej (Nie strzelajcie do białych łabędzi, 1973), wojny rosyjsko-tureckiej 1877–1878 (To, co było, i to, czego nie było, 1977–1980), stalinizmu (Pozdrowienia od babci Lory, 1988). W 1982 wydał powieść autobiograficzną o latach dzieciństwa i młodości pt. Mkną moje konie. Jego powieści zostały przetłumaczone na wiele języków i były wydawane w wielu krajach, również i w Polsce. Wiele z nich zostało sfilmowanych, a sam Wasiljew był autorem scenariuszy tych adaptacji. Wasiljew jest autorem epickiego cyklu historycznego Opowieści o Starej Rusi, w której od 1996 do 2007 opublikował 7 powieści oraz cyklu Historia rodu Oleksinskich – 6 książek w latach 1977–1998. 

## Twórczość

### Wybrane powieści i opowiadania
- (1957) Kuter Iwana
- (1960) Długi dzień
- (1969) Tak tu cicho o zmierzchu
- (1970) Ostateczny dzień
- (1973) Nie strzelajcie do białych łabędzi
- (1974) W ewidencji nie figuruje
- (1976) Weteran
- (1979) Walka spotkaniowa
- (1980) Sześciu wspaniałych
- (1982) Mkną moje konie
- (1984) Jutro była wojna
- (1987) I był wieczór i był ranek
- (1988) Macie pozdrowienia od Baby Jagi
- (1997) Kniaz' Jarosław i jego synowie
- (2001) Głusza
- (1977–1998) Historia rodu Oleksinskich (cykl)
- (1996–2007) Opowieści o Starej Rusi (cykl)

### Sztuki teatralne
- (1954) Oficerowie
- (1955) Pukajcie, a będzie otwarte

### Scenariusze filmowe
- (1958) Kolejny rejs
- (1961) Długi dzień
- (1964) Ślad w oceanie
- (1966) Królewska regata
- (1969) W drodze do Berlina
- (1971) Oficerowie
- (1972) Tak tu cicho o zmierzchu...
- (1972) Ostateczny dzień
- (1972) Kuter Iwana
- (1976) Aty-baty szli żołnierze
- (1980) Nie strzelajcie do białych łabędzi
- (1985) Oskarżony
- (1986) Z głębi serca
- (1987) Jeźdźcy
- (1987) Jutro była wojna
- (2005) Tak tu cicho o zmierzchu – serial TV, prod. Rosja, ChRL